# Шахи (Україна)
Ша́хи — село в Україні, у Дубровицькій міській громаді Сарненського району Рівненської області. Населення становить 110 осіб (2011).

## Назва
Польською мовою згадується як Szachy, російською — як Шахи.

## Географія
Площа села — 0,32 км². Згідно з дослідженням 2017 року, за яким оцінювалися масштаби антропогенної трансформації території Дубровицького району внаслідок несанкціонованого видобутку бурштину, екологічна ситуація села характеризувалася як «кризова».

### Клімат
Клімат у селі вологий континентальний («Dfb» за класифікацією кліматів Кеппена). Опадів 619 мм на рік. Найменша кількість опадів спостерігається в березні й сягає у середньому 29 мм. Найбільша кількість опадів випадає в червні — близько 90 мм. Різниця в опадах між сухими та вологими місяцями становить 61 мм. Пересічна температура січня — -5,7 °C, липня — 18,6 °C. Річна амплітуда температур становить 24,3 °C.
| Клімат Шахів                      | Клімат Шахів | Клімат Шахів | Клімат Шахів | Клімат Шахів | Клімат Шахів | Клімат Шахів | Клімат Шахів | Клімат Шахів | Клімат Шахів | Клімат Шахів | Клімат Шахів | Клімат Шахів | Клімат Шахів |
| Показник                          | Січ.         | Лют.         | Бер.         | Квіт.        | Трав.        | Черв.        | Лип.         | Серп.        | Вер.         | Жовт.        | Лист.        | Груд.        | Рік          |
| Середній максимум, °C             | −2,7         | −1,3         | 3,4          | 12,4         | 19,4         | 23,0         | 23,9         | 23,2         | 18,3         | 11,7         | 4,7          | −0,1         | 11,3         |
| Середня температура, °C           | −5,7         | −4,5         | −0,3         | 7,5          | 13,8         | 17,6         | 18,6         | 17,7         | 13,3         | 7,7          | 2,2          | −2,7         | 7,1          |
| Середній мінімум, °C              | −8,6         | −7,7         | −4           | 2,7          | 8,2          | 12,2         | 13,3         | 12,3         | 8,4          | 3,8          | −0,2         | −5,2         | 2,9          |
| Норма опадів, мм                  | 37           | 30           | 29           | 43           | 57           | 90           | 83           | 65           | 57           | 44           | 42           | 42           | 619          |
| --------------------------------- | ------------ | ------------ | ------------ | ------------ | ------------ | ------------ | ------------ | ------------ | ------------ | ------------ | ------------ | ------------ | ------------ |
| Джерело: Climate-Data.org (англ.) |              |              |              |              |              |              |              |              |              |              |              |              |              |

## Історія
У 1906 році село входило до складу Висоцької волості Рівненського повіту Волинської губернії Російської імперії. Водночас на сайті Верховної Ради України зазначено, що село засноване 1920 року.
У 1921—1939 роки входило до складу Польщі. У 1921 році село входило до складу гміни Висоцьк Сарненського повіту Поліського воєводства Польської Республіки. 1 січня 1923 року розпорядженням Ради Міністрів Польщі Висоцька гміна вилучена із Сарненського повіту і включена до Столінського повіту. У 1935 році хутори Шахи, Небивальське, Прилоп та лісничівка Гранкі належало до громади Шахи гміни Висоцьк Поліського воєводства.
У роки Другої світової війни деякі мешканці села долучилися до національно-визвольної боротьби в лавах УПА та ОУН. Загалом встановлено 10 жителів села, які брали участь у визвольних змаганнях, з них 2 загинуло, 7 було репресовано.
У 1947 році село Шахи разом з хутором Чертежнк підпорядковувалося Шахівській сільській раді Висоцького району Ровенської області УРСР.
Відповідно до прийнятої в грудні 1989 року постанови Ради Міністрів УРСР село занесене до переліку населених пунктів, які зазнали радіоактивного забруднення внаслідок аварії на Чорнобильській АЕС, жителям виплачувалася грошова допомога. Згідно з постановою Кабінету Міністрів Української РСР, ухваленою в липні 1991 року, село належало до зони гарантованого добровільного відселення. На кінець 1993 року забруднення ґрунтів становило 2,67 Кі/км² (137Cs + 134Cs), молока — 31,97 мКі/л (137Cs + 134Cs), картоплі — 2,53 мКі/кг (137Cs + 134Cs), сумарна доза опромінення — 761 мбер, з якої: зовнішнього — 35 мбер, загальна від радіонуклідів — 726 мбер (з них Cs — 715 мбер).
До 2020 підпорядковувалася Великоозерянській сільській раді. Відповідно до Розпорядження Кабінету Міністрів України від 12 червня 2020 року № 722-р «Про визначення адміністративних центрів та затвердження територій територіальних громад Рівненської області» увійшло до складу Дубровицької міської громади.

## Населення
Станом на 1859 рік, у власницькому селі Шахи налічувалося 9 дворів та 91 житель (52 чоловіків і 39 жінок), з них 89 православних і 2 євреїв. Станом на 1906 рік у селі було 26 дворів та мешкало 237 осіб.
За переписом населення Польщі 10 вересня 1921 року в селі налічувалося 52 будинки та 303 мешканці, з них: 145 чоловіків та 158 жінок; 286 православних та 17 юдеїв; 286 українців, 9 поляків та 8 євреїв.
Згідно з переписом УРСР 1989 року чисельність наявного населення села становила 235 осіб, з яких 105 чоловіків та 130 жінок. На кінець 1993 року в селі мешкало 146 жителів, з них 33 — дітей.
За переписом населення України 2001 року в селі мешкала 151 особа. Станом на 1 січня 2011 року населення села становить 110 осіб. Густота населення — 471,88 особи/км².

### Мова
Розподіл населення за рідною мовою за даними перепису 2001 року:
| Мова       | Відсоток |
| ---------- | -------- |
| українська | 99,34 %  |
| російська  | 0,66 %   |

### Вікова і статева структура
Структура жителів села за віком і статтю (станом на 2011 рік):
| Вік   | Чоловіків | Жінок | Разом |
| ----- | --------- | ----- | ----- |
| 0-17  | 19        | 13    | 32    |
| 18-39 | 19        | 14    | 33    |
| 40-59 | 13        | 7     | 20    |
| 60+   | 8         | 17    | 25    |
| Разом | 59        | 51    | 110   |

### Соціально-економічні показники
| Працездатне населення | Працездатне населення | Працездатне населення | Працездатне населення | Працездатне населення | Працездатне населення | Непрацездатне населення | Непрацездатне населення | Непрацездатне населення | Непрацездатне населення | Непрацездатне населення | Непрацездатне населення | Все населення |
| Чоловіки              | Чоловіки              | Жінки                 | Жінки                 | Разом                 | Разом                 | Чоловіки                | Чоловіки                | Жінки                   | Жінки                   | Разом                   | Разом                   | 110           |
| ос.                   | %                     | ос.                   | %                     | ос.                   | %                     | ос.                     | %                       | ос.                     | %                       | ос.                     | %                       | 110           |
| --------------------- | --------------------- | --------------------- | --------------------- | --------------------- | --------------------- | ----------------------- | ----------------------- | ----------------------- | ----------------------- | ----------------------- | ----------------------- | ------------- |
| 32                    | 29                    | 21                    | 19                    | 53                    | 49                    | 9                       | 8                       | 16                      | 14                      | 25                      | 23                      | 110           |

| Зайняті  | Зайняті  | Зайняті | Зайняті | Зайняті | Зайняті | Безробітні | Безробітні | Безробітні | Безробітні | Безробітні | Безробітні | Все населення |
| Чоловіки | Чоловіки | Жінки   | Жінки   | Разом   | Разом   | Чоловіки   | Чоловіки   | Жінки      | Жінки      | Разом      | Разом      | 110           |
| ос.      | %        | ос.     | %       | ос.     | %       | ос.        | %          | ос.        | %          | ос.        | %          | 110           |
| -------- | -------- | ------- | ------- | ------- | ------- | ---------- | ---------- | ---------- | ---------- | ---------- | ---------- | ------------- |
| 79       | 7        | 65      | 6       | 144     | 13      | 243        | 23         | 164        | 15         | 407        | 38         | 110           |

| Дорослі | Діти | Пенсіонери | Інваліди Німецько-радянської війни | Учасники бойових дій | Інваліди всіх груп і категорій | Люди, які обслуговуються служб. соц. допом. на дому | Неповні сім'ї | Діти з неповних сімей | Багатодітні сім'ї | Діти з багатодітних сімей | Діти-інваліди | Діти-сироти | Одинокі багатодітні матері |
| ------- | ---- | ---------- | ---------------------------------- | -------------------- | ------------------------------ | --------------------------------------------------- | ------------- | --------------------- | ----------------- | ------------------------- | ------------- | ----------- | -------------------------- |
| 98      | 42   | 29         | -                                  | -                    | 3                              | 4                                                   | -             | -                     | 6                 | 23                        | -             | -           | -                          |

## Політика

### Органи влади
До 2020 року місцеві органи влади були представлені Великоозерянською сільською радою.

### Вибори
Село входить до виборчого округу № 155. Станом на 2011 рік кількість виборців становила 67 осіб.

## Культура
У селі працює Шахівський сільський клуб на 75 місць.

## Освіта
У селі діє Шахівська загальноосвітня школа І ступеня. У 2011 році в ній навчалося 3 учні (із 60 розрахованих) та викладало 2 учителі.

## Релігія
У другій половині XIX століття село належало до православної парафії церкви Покрови Святої Богородиці села Озеряни.

#### Офіційні дані та нормативно-правові акти
- Паспорт Дубровицького району (станом на 1 січня 2011 року) (doc). Дубровицька районна рада. Архів оригіналу за 10 лютий 2015. Процитовано 16 жовтня 2019.

#### Мапи
- Історичний Атлас України / Гол. ред. Л. Винар; Упорядн.: І. Тесля, Е. Тютько. Українське історичне товариство. — Монреаль; Нью-Йорк; Мюнхен, 1980. — 182 с.